# Пизани, Эдгар

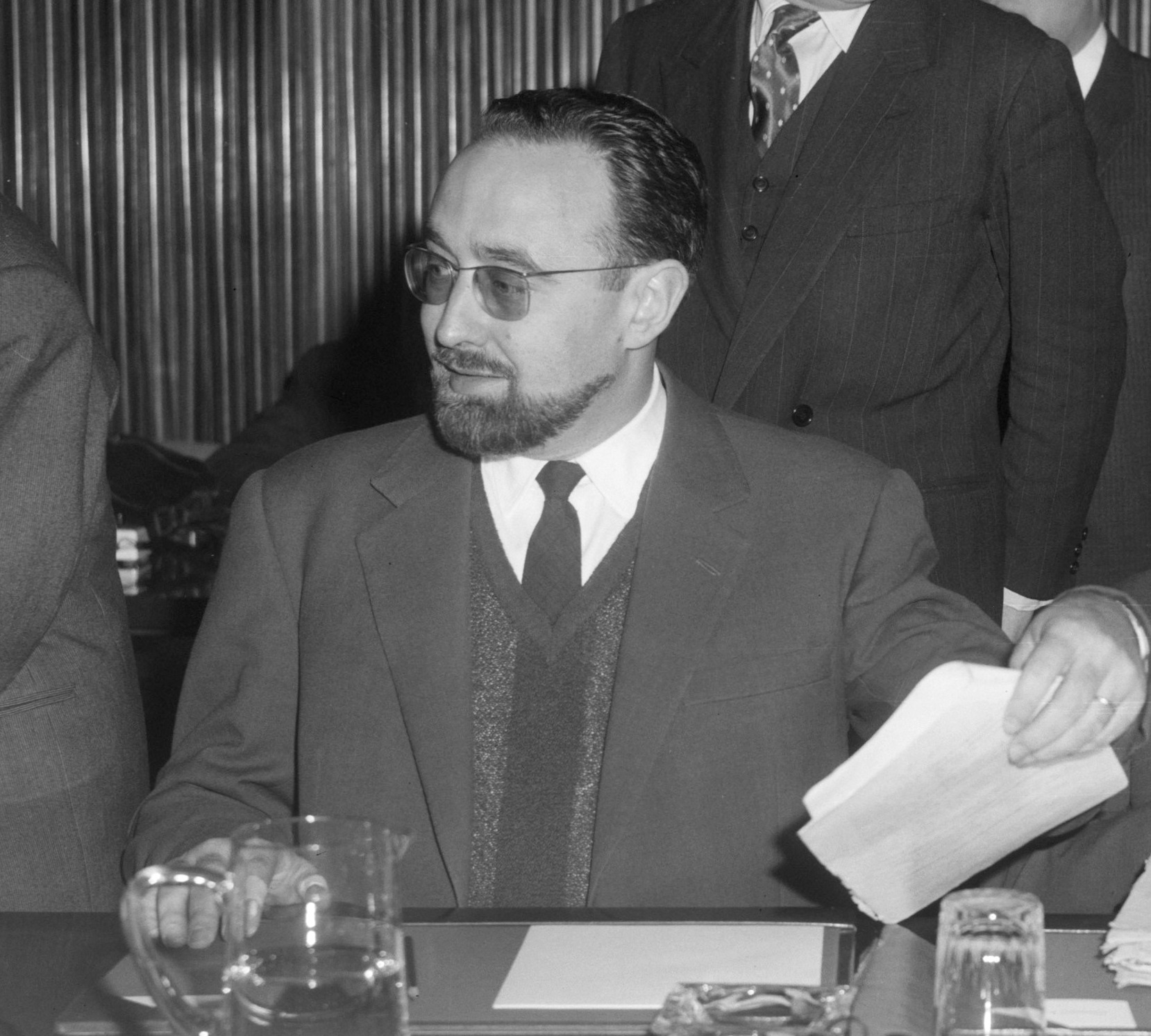
Пизани в 1964 году.

Эдгар Пизани (фр. Edgard Pisani) (9 октября 1918 года, Тунис, Французский протекторат Тунис — 20 июня 2016 года, Париж, Франция) — французский государственный деятель, Верховный комиссар Новой Каледонии (1985).

## Биография
Родился в семье мальтийского происхождения. По окончании Лицея Людовика Великого получил диплом в области литературы. Получил диплом Сорбонны в области политологии. Затем продолжил образование в Центре передовых управленческих исследований и Институте высших исследований в области национальной обороны.
Во время Второй мировой войны был активным участником Движения Сопротивления. В марте 1944 г. он был арестован, однако доказательств его антиправительственной деятельности не было найдено, что привело к освобождению. В августе 1944 г. он сопровождал Шарля Люизе, когда тот принимал полномочия префекта полиции освобожденной части Франции, руководил операциями и вел переговоры с немцами о прекращении огня. Входил в состав Национальный совет сопротивления.
В 1944 г. становится самым молодым супрефектом Франции, в 1946 г. — руководителем аппарата министра внутренних дел.
- 1946—1947 гг. — префект департамента Верхняя Луара,
- 1947 г. — руководитель аппарата министра обороны,
- 1947—1954 гг. — префект департамента Верхняя Марна, на этом посту являлся членом Высшего совета по региональному планированию.

В 1954—1961 гг. являлся членом французского Сената, примкнул к центристскому Объединению республиканских левых и Движению демократических левых во главе с Франсуа Миттераном. Сторонник европейского строительства поддержал создание «Общего рынка» и Евратома (1957). В мае 1958 г. проголосовал против введения чрезвычайного положения (1958) в связи с событиями в Алжире.
В 1964—1965 гг. — генеральный советник департамента Мен и Луара, мэр коммуны Монтрёй-Белле (1965—1975).
В 1961—1966 гг. — министр сельского хозяйства правительства Франции. Через принятие закона о «сельскохозяйственном руководстве» (d’orientation agricole) проводил курс направленный на повышение продуктивности и экспортоориентированность, участвовал в создании Единой сельскохозяйственной политики Европейского союза. Он также выделяет отдельные органы управления водными и лесными ресурсами, создал национальное бюро лесного хозяйства и региональные частные учреждения по распоряжению лесным фондом. Также работал над проектом создания Всемирной организации сельскохозяйственных рынков.
В 1966—1967 гг. — министр инфраструктурного развития (Equipement) Франции, созданного при слияние министерств общественных работ и министерства строительства. Инициировал разработку закона об использовании земельными участками.
После избрания в 1967 г. в Национальное собрание через год поддержал вотум недоверия правительству Помпиду и покинул парламент, был назначен префектом по особым поручениям.
После членства в левоголлистском Движении за реформы (MPR, 1968) и сопредседательства в Ассоциации за демократическую альтернативу в прогрессе (AADP, 1969) в 1974 г. вступил в ряды Социалистической партии, будучи ближе к Мишелю Рокару, чем Франсуа Миттерану. С 1974 по 1981 г. был сенатором-социалистом от департамента Верхняя Марна.
Являлся членом Римского клуба, особенно по вопросу европейско-арабского диалога, участвовал в работе Ассамблее европейских сообществ (1979), где возглавил Комитет по экономическим и валютным вопросам.
В 1981 г. был избран в состав Парламентской ассамблеи Совета Европы. Предлагает проект резолюции об адаптации целей, правил работы и финансирования, а также о процедурах европейской сельскохозяйственной политики и проект доклада о европейской энергетической политике. Участвовал в работе по подготовке доклада «Север-Юг» под руководством Вилли Брандта.
С 1981 по 1985 гг. занимал должность Европейского комиссара по вопросам развития и гуманитарной помощи.
В мае-ноябре 1985 гг. — Верховный комиссар Франции в Новой Каледонии. Был назначен в разгар столкновений между сторонниками и противниками независимости. Вел переговоры с лидером сторонников независимости Жаном-Мари Тжибау и возвращается в Париж с предложением о переходном режиме, ведущем к референдуму по самоопределению, которое предполагается провести до конца 1987 г. Однако этот проект был отвергнут как борцами за независимость, так и французским парламентом. Впоследствии вместе с премьер-министром Франции Лораном Фабиусом выступает соавтором статута «Фабиуса-Пизани», который утверждает образование на территории Новую Каледонии четырех избирательных округов и предусматривает проведение референдума по вопросу о самоопределении.
С 1986 по 1992 г. — представитель по особым поручениям при президенте Франции, в 1988—1995 гг. возглавлял Институт арабского мира.
В 1992 г. был избран в состав Экономического, социального и экологического совета.
В 1993 г. ему была присвоена почетная докторская степень в области права британского Батского университета.

## Книги авторства Пизани
- Principes: Project de Déclaration, Librairie de Médicis, 1946.
- La Région… pour quoi faire ou le Triomphe des Jacondins, Calmann-Lévy, 1969.
- Le Général indivis, Albin Michel, 1974.
- Utopie foncière, Gallimard, 1977.
- Socialiste de raison, Flammarion, 1978.
- Défi du monde, Ramsay, 1979.
- La Main Et L'outil, Robert Laffont, 1984.
- Pour l'Afrique, Odile Jacob, 1988.
- Persiste et signe, Odile Jacob, 1992.
- "Pour une agriculture marchande et ménagère, La Tour de l'Aube", Charles Léopold Mayer, 1994.
- Entre le marché et les besoins des hommes. Agriculture et sécurité alimentaire mondiale (avec Pierre-Yves Guihéneuf), Charles Léopold Mayer, 1996.
- La Passion de L'Etat, Arléa, 1998.
- Une Certaine Idée du Monde: L'utopie comme méthode, Seuil, 2001.
- Un vieil homme et la terre, Seuil, 2004.
- Vive la révolte ! Un vieil homme et la politique, Seuil, 2006.
- Une politique mondiale pour nourrir le monde, Springer, 2007.
- Le Sens de l'État, Éditions de l'Aube, 2008.
- Mes mots: Pistes à réflexion, de l'Aube, 2013.
- Croire pour vivre: méditations politiques, Saint-Léger Éditions, 2015.